# Triplochrysa pallida
Triplochrysa pallida är en insektsart som beskrevs av Douglas E. Kimmins 1952. Triplochrysa pallida ingår i släktet Triplochrysa och familjen guldögonsländor. Inga underarter finns listade i Catalogue of Life.